# Love Sarah
Love Sarah is een Britse dramafilm uit 2020, geregisseerd en mede geschreven door Eliza Schroeder. De hoofdrollen worden vertolkt door Celia Imrie, Shelley Conn, Shannon Tarbet, Rupert Penry-Jones en Bill Paterson. 

## Verhaal
Patissier Sarah overlijdt wanneer ze met haar fiets aangereden wordt terwijl ze de sleutels ophaalt van de bakkerij in Notting Hill, Londen, waarvan ze altijd al heeft gedroomd deze te openen. Haar dochter Clarissa wil de droom van haar moeder verwezenlijken door haar bakkerij alsnog te openen. Hiervoor roept ze de hulp in van een oude vriendin en haar grootmoeder.

## Rolverdeling
| Acteur             | Personage |
| ------------------ | --------- |
| Celia Imrie        | Mimi      |
| Shelley Conn       | Isabella  |
| Shannon Tarbet     | Clarissa  |
| Rupert Penry-Jones | Mathew    |
| Bill Paterson      | Felix     |

## Release en ontvangst
Love Sarah ging op 29 februari 2020 in première op het Filmfestival van Glasgow. De film kreeg gemengde kritieken van de filmcritici, met een score van 62% op Rotten Tomatoes, gebaseerd op 42 beoordelingen.